# Loimia medusa
Loimia medusa är en ringmaskart som först beskrevs av Savigny in Lamarck 1818.  Loimia medusa ingår i släktet Loimia och familjen Terebellidae. Arten har ej påträffats i Sverige.

## Underarter
Arten delas in i följande underarter:
- L. m. annulifilis
- L. m. angustescutata

## Bildgalleri

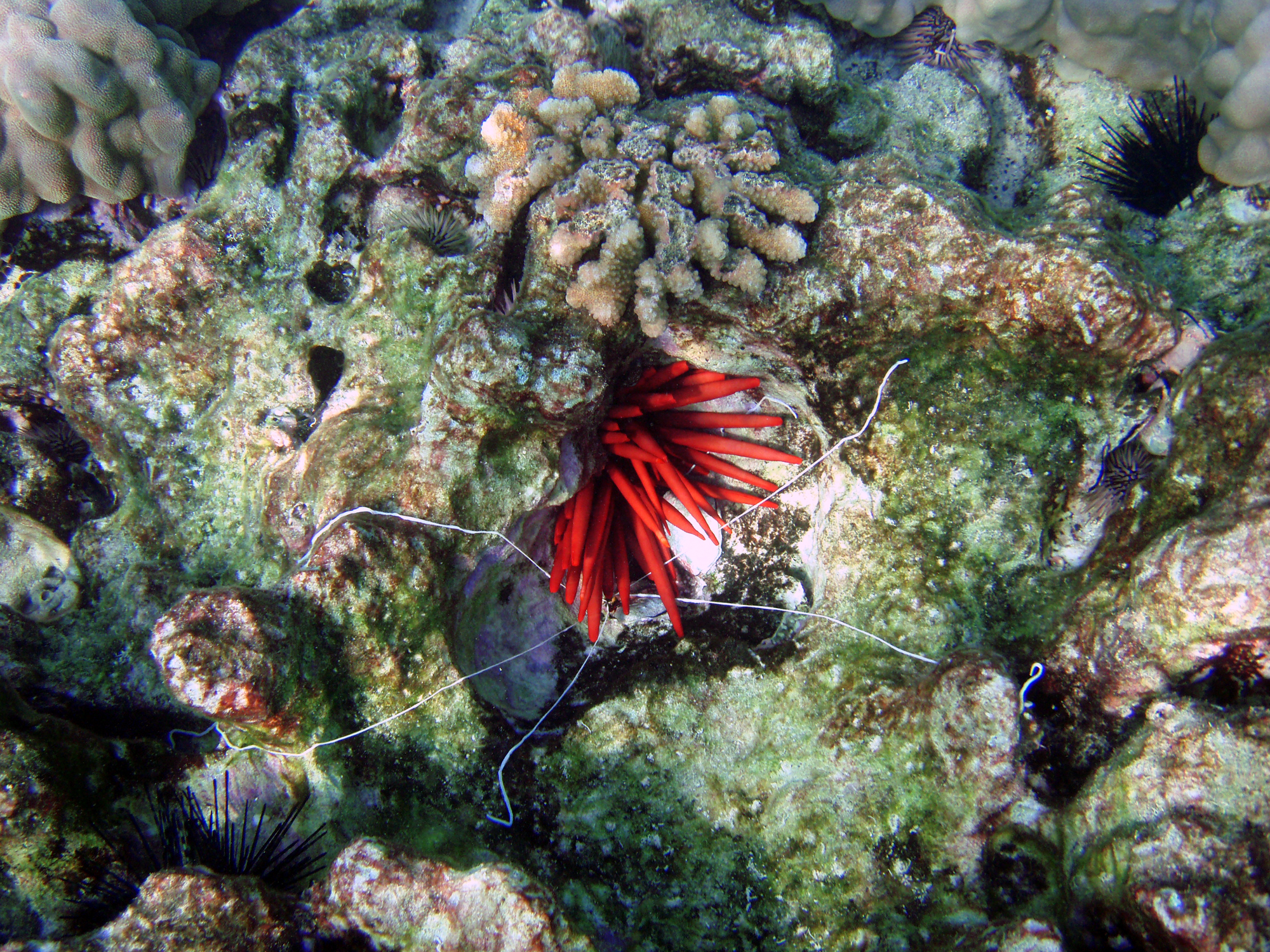